# Karl-Erik Andersson
Pour les articles homonymes, voir Andersson.
Karl-Erik Andersson, né le 16 janvier 1927 à Stockholm et mort le 16 août 2005, est un footballeur international suédois. Il évoluait au poste de défenseur.

## Biographie

### En club
Karl-Erik Andersson est joueur du Djurgårdens IF de 1943 à 1957,.
Il est sacré Champion de Suède en 1954-55.
En compétitions européennes, il dispute un matchs sans inscrire de but en Coupe des clubs champions.

### En équipe nationale
International suédois, il reçoit 17 sélections en équipe de Suède entre 1948 et 1954, sans inscrire de but,.
Son premier match en sélection a lieu le 19 septembre 1948 contre la Finlande (match nul 2-2 à Helsinki) dans le cadre du Championnat nordique.
Il dispute un match lors des éliminatoires de la Coupe du monde 1950 contre l'Irlande.
Il fait partie du groupe suédois médaillé de bronze aux Jeux olympiques de 1952 mais ne dispute aucun match durant le tournoi.
Son dernier match en sélection a lieu le 19 septembre 1954 contre la Norvège (match nul 1-1 à Oslo) lors du Championnat nordique.

## Palmarès
| Djurgårdens IF - Championnat de Suède (1) : - Champion : 1954-55. |  | Suède - Jeux olympiques : - Bronze : 1952. - Championnat nordique (2) : - Vainqueur : 1948 – 1951 et 1952 – 1955. |